# إدوارد زاخاروف
إدوارد زاخاروف (بالروسية: Захаров, Эдуард Фёдорович)‏ (10 يناير 1975 – 13 مايو 1997) هو ملاكم روسي راحل، مثّل بلاده في الألعاب الأولمبية الصيفية 1996.

## روابط خارجية
إدوارد زاخاروف على موقع أوليمبيديا (الإنجليزية)